# David Komnenos (Paphlagonien)
David Komnenos (* um 1184 in Konstantinopel; † 1214 bei Sinope), Sohn des Manuel Komnenos und von Rusudan, Tochter des Giorgi III. von Georgien, war ein Enkel des letzten Komnenen-Kaisers von Konstantinopel, Andronikos I.

## Leben
Zusammen mit seinem Bruder Alexios überlebte David den Aufstand von 1185 und das grausame Ende des Kaisers und dessen übriger Familie. Die Brüder konnten nach Georgien fliehen, wo sie die berühmte Königin Tamara, eine Verwandte väterlicherseits, gastlich aufnahm. Nach dem Sturz der Komnenen 1185 durch die Angeloi hatten sich mehrere Gouverneure und Prinzen in ihren Herrschaftsbereichen unabhängig gemacht.
Mit georgischer Hilfe eroberten David und Alexios im April 1204, noch vor der (zweiten) Eroberung Konstantinopels durch die lateinischen Kreuzfahrer, die bedeutende Handelsstadt Trapezunt. Alexios blieb in Trapezunt. David zog von hier weiter nach Westen und nahm Kerasunt, Oinaion, den alten Sitz seines rebellischen Großvaters, Limnia, Amasyia und Sinop in Pontos ein, danach das paphlagonische Kastamon, den Stammsitz der Familie, sowie Amastris, Kromna, Kytoros und Herakleia Pontike. Ein Versuch, auf die Besitzungen von Theodor Laskaris überzugreifen, endete mit einer Niederlage des Generals Synadenos, der selbst in Gefangenschaft geriet.
Um die Gegenangriffe Laskaris zurückzuschlagen, musste sich David mit den verhassten Lateinern verbünden, sie mit Lebensmitteln versorgen und schließlich sogar ihre Oberherrschaft über Herakleia Pontike und Paphlagonien anerkennen. Sie unterstützen ihn jedoch nur widerwillig und stellen ihm gerade einmal 300 Mann zur Verfügung. Damit scheiterte der Angriff Davids, der mit seinen Truppen den Sangarios überquerte, die Lateiner selber wurden von Andronikos Gidos vernichtend geschlagen. 1208 verbündete sich David mit Kaiser Heinrich. Dieser griff Laskaris in Chalkedon an, zog sich dann aber wieder zurück. Theodor nahm daraufhin Heraklea, Amastris und auch Kytoros ein, damit wurde Sinop die westlichste Besitzung Davids.
In Trapezunt erhob sich Davids Bruder als Alexios I. unter rumseldschukischem Protektorat zum großkomnenischen Gegenkaiser. Sinopes Hinterland wurde von den Seldschuken erobert, das gesamte übrige Reich Davids fiel an die Laskariden von Nikaia, welche 1211 auch die Seldschuken schlugen. David fiel 1214 bei der Verteidigung von Sinop gegen die Rum-Seldschuken. Alexios war aus Trapezunt zur Hilfe geeilt und konnte Sinop entsetzen, kam aber zu spät, um seinen Bruder zu retten und musste sich schließlich dem Sultan unterwerfen.